# ماریا ماگدالنا (نخواهم بود هرگز)
«(من هرگز) ماریا ماگدالنا (نخواهم بود)» (به انگلیسی: (I'll Never Be) Maria Magdalena) تک‌آهنگی از ساندرا و اولین تک‌آهنگی است که از آلبوم صفحهٔ طولانی عرضه شد. ماریا ماگدالنا، تلفظ مریم مجدلیه در زبان انگلیسی است.
این ترانه که اغلب با نام «ماریا ماگدالنا» شناخته می‌شود، در کشورهای آلمان، هلند، سوئد، نروژ، سوئیس، اسرائیل و برزیل به رتبهٔ یک، در کشور آفریقای جنوبی به رتبهٔ ۲، در ایتالیا به رتبهٔ ۳، در فرانسه به رتبهٔ ۵ و در بریتانیا به رتبهٔ ۸۷ جدول‌های فروش موسیقی رسید. هم‌چنین در کشورهای پرتغال، اسپانیا و یونان به ترانهٔ رادیویی موفقی تبدیل شد.
ساندرا در سال ۱۹۹۳ یک نسخهٔ ریمیکس از «ماریا ماگدالنا» را منتشر کرد.

## قالب و فهرست آهنگ‌ها
‎7"-Single‎
1. ‎ «(I'll Never Be) Maria Magdalena»‎
2. ‎ «Party Games" (Instrumental)‎

‎12"-Maxi‎
1. ‎ «(I'll Never Be) Maria Magdalena (Exteneded Version)»‎
2. ‎ «Party Games" (Instrumental)‎

‎CD-Maxi - ۱۹۹۳‎
1. ‎ «Maria Magdalena '93» (Radio Edit) (۳:۵۸)‎
2. ‎ «Maria Magdalena '93» (Clubmix) (۶:۰۱)‎
3. ‎ «Maria Magdalena '93» (Original Version) (۳:۵۸)‎

## جدول‌های موسیقی
| جدول موسیقی (۱۹۸۵)           | حد رتبه |
| ---------------------------- | ------- |
| جدول تک‌آهنگ‌های برزیلی        | ۱       |
| جدول تک‌آهنگ‌های فرانسوی       | ۵       |
| جدول تک‌آهنگ‌های آلمانی        | ۱       |
| جدول تک‌آهنگ‌های اسرائیلی      | ۱       |
| جدول تک‌آهنگ‌های ایتالیایی     | ۳       |
| ۴۰ تای برتر هلندی            | ۱       |
| جدول تک‌آهنگ‌های نروژی         | ۱       |
| جدول تک‌آهنگ‌های آفریقای جنوبی | ۲       |
| جدول تک‌آهنگ‌های سوئدی         | ۱       |
| جدول تک‌آهنگ‌های سوئیسی        | ۱       |
| جدول تک‌آهنگ‌های بریتانیا      | ۹۱      |
| جدول موسیقی (۱۹۸۶)           | حد رتبه |
| جدول تک‌آهنگ‌های بریتانیا      | ۸۷      |
| جدول موسیقی (۱۹۹۳)           | حد رتبه |
| جدول تک‌آهنگ‌های فنلاندی 1     | ۸       |

| کشور   | گواهی‌نامه | میزان فروش |
| ------ | --------- | ---------- |
| فرانسه | نقره      | ۲۰۰٬۰۰۰+   |